# マリー＝アンヌ・ド・ブルボン (1678-1718)
マリー＝アンヌ・ド・ブルボン（Marie-Anne de Bourbon, 1678年2月24日 オテル・ド・コンデ - 1718年4月11日 オテル・ド・ヴァンドーム）は、ブルボン朝時代フランスの傍系王族（血統親王、プランセス・デュ・サン）の1人。結婚によりヴァンドーム公爵夫人、エタンプ公爵夫人、ドルー伯爵夫人。

## 生涯
コンデ公アンリ・ジュールとその妻アンヌ・ド・バヴィエールの間の第9子・末娘。宮中ではモンモランシー姫（Mademoiselle de Montmorency）と称した。30歳を過ぎてから姉メーヌ公爵夫人の仲介で遠縁のヴァンドーム公ルイ・ジョゼフと結婚。婚礼は1710年5月21日、メーヌ夫人の邸宅ソー城付属礼拝堂で執り行われた。
夫は婚礼の2日後に妻をソー城に置いたままアネ城で引退生活を始め、2年後に妻に豊かな遺産を残して死んだ。マリー＝アンヌは1714年より居館オテル・ド・ヴァンドームの拡張・改装を開始した。1718年に40歳で死去、遺骸はパリ・サン＝ジャック大通りのカルメル会修道院に埋葬された。遺産は姪のコンティ公妃が相続した。

## 引用・脚注
1. ↑   Archived 2011-07-19 at the Wayback Machine.
2. ↑  Profile Archived 2019-03-07 at the Wayback Machine., royaltyguide.nl; accessed 17 April 2014.